# Secteur d'utilisation de l'énergie
Un secteur d'utilisation de l'énergie est un regroupement conventionnel de consommateurs d'énergie pouvant servir de référence dans une analyse de la consommation énergétique. La couverture sectorielle d'un secteur peut varier d'une étude à l'autre.

## Dans le monde
Les secteurs d'utilisation de l'énergie couramment renseignés par l'Agence internationale de l'énergie, :
- le secteur industriel : Industrie sidérurgique (ISIC Groupe 241 et Classe 2431) ; Industrie chimique et pétrochimique (ISIC Divisions 20 et 21), à l'exclusion des matières premières pétrochimiques ; Industries de base des métaux non ferreux (ISIC Groupe 242 et Classe 2432); Minéraux non métalliques tels que le verre, la céramique, le ciment, etc. (ISIC Division 23); Matériel de transport (ISIC Divisions 29 et 30); Machines . Produits métalliques ouvrés, machines et équipements autres que les équipements de transport (ISIC Divisions 25 à 28]; Mines (à l'exclusion des combustibles) et carrières (ISIC Divisions 07 et 08 et groupe 099]; Nourriture et tabac (ISIC Divisions 10 à 12) ; Papier, pâte à papier (ISIC Divisions 17 et 18); Bois et produits du bois (autres que les pâtes et papiers) (Division 16) ; Construction (ISIC Divisions 41 et 43); Textile et cuir (ISIC Divisions 13 à 15), etc. (ISIC Divisions 22, 31 et 32) ;
- le secteur des transports - Aviation domestique, route, rail, transport par pipeline, navigation domestique, etc. ; les carburants maritimes internationaux et ceux de l'aviation internationale sont déduits de la consommation intérieure d'énergie primaire et ne sont donc pas inclus dans le transport dans le cadre de la consommation finale ;
- le secteur résidentiel ;
- le secteur tertiaire (services commerciaux et publics) ;
- l'agriculture/foresterie et la pêche: comprend les livraisons aux utilisateurs classés comme agriculture, chasse et sylviculture par l'ISIC et inclut donc l'énergie consommée par ces utilisateurs que ce soit pour la traction (hors route agricole), l'électricité ou le chauffage (agricole et domestique) (ISIC Divisions 01 et 02);
- les « non spécifiés ».

Les secteurs résidentiels, commerciaux et publics, l'agriculture/foresterie, la pêche et les non spécifiés sont parfois regroupés dans une rubrique "autres".
Une rubrique « Usage non énergétique » couvre les combustibles qui sont utilisés comme matières premières dans les différents secteurs et qui ne sont pas consommés comme combustible ou transformés en un autre combustible. Pour les produits de la biomasse, seuls les montants spécifiquement utilisés à des fins énergétiques (une petite partie du total) sont inclus dans les statistiques de l'énergie. Par conséquent, l'utilisation non énergétique de la biomasse n'est pas prise en compte et les quantités sont nulles par définition. 
En France
En France le « résidentiel-tertiaire » employé dans une approche énergétique regroupe les consommations d’énergie des ménages liées à leur résidence et les consommations du secteur tertiaire hors transport.

## Aux États-Unis

Les principaux secteurs de la consommation d'énergie primaire aux États-Unis.

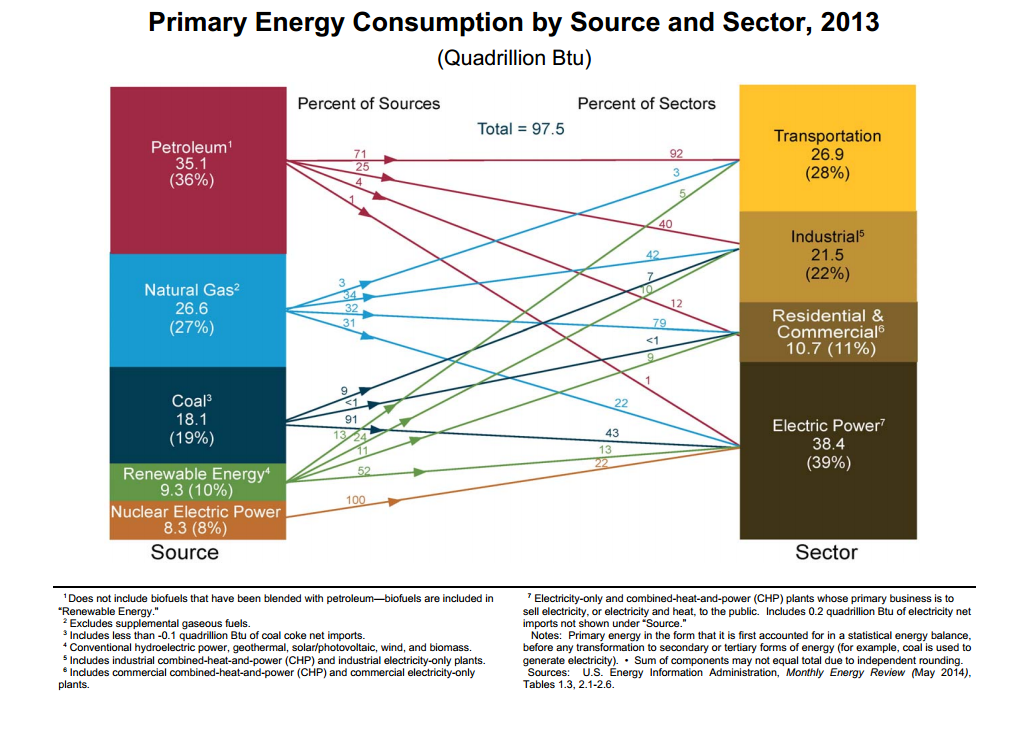
Consommation d'énergie primaire aux États-Unis par source et par secteur en 2013

Les secteurs les plus souvent mentionnés par l'Energy Information Administration américaine consistent en : 
- secteur résidentiel : secteur consommateur d'énergie composé des logements pour les ménages. Les utilisations courantes de l'énergie associées à ce secteur comprennent le chauffage des locaux, le chauffage de l'eau, la climatisation, l'éclairage, la réfrigération, la cuisson et l'utilisation de divers autres appareils. Le secteur résidentiel exclut les logements institutionnels ;
- secteur commercial :  secteur consommateur d'énergie constitué d'installations fournissant des services et d'équipements d'entreprises ; les gouvernements fédéraux, étatiques et locaux ; et d'autres organisations privées et publiques, telles que des groupes religieux, sociaux ou fraternels. Le secteur commercial comprend les logements institutionnels. Il comprend également les installations de traitement des eaux usées. Les utilisations courantes de l'énergie associées à ce secteur comprennent le chauffage des locaux, le chauffage de l'eau, la climatisation, l'éclairage, la réfrigération, la cuisson et l'utilisation d'une grande variété d'autres équipements. Note: Ce secteur comprend les producteurs qui produisent de l'électricité et/ou une production thermique utile principalement pour soutenir les activités des établissements commerciaux susmentionnés.
- secteur industriel : secteur consommateur d'énergie qui comprend toutes les installations et tous les équipements utilisés pour la production, le traitement ou l'assemblage de marchandises. Le secteur industriel englobe les types d'activités de fabrication suivants (Codes 31-33 de l'SCIAN); l'agriculture, la foresterie, la pêche et la chasse (code 11 de l'SCIAN); l'extraction minière, y compris l'extraction de pétrole et de gaz (code 21 de l'SCIAN); et la construction (code 23 de l'SCIAN). La consommation globale d'énergie dans ce secteur est en grande partie attribuable à la chaleur industrielle, à la réfrigération et à l'alimentation des machines, des quantités moindres étant utilisées pour le chauffage, la climatisation et l'éclairage des installations. Les combustibles fossiles sont également utilisés comme intrants de matières premières pour les produits manufacturés. Note : Ce secteur comprend les producteurs qui produisent de l'électricité et/ou une production thermique utile principalement pour soutenir les activités industrielles susmentionnées.
- secteur des transports : secteur consommateur d'énergie qui comprend tous les véhicules dont le but principal est de transporter des personnes et/ou des biens d'un endroit physique à un autre. Sont inclus les automobiles ; camions ; autobus ; motocyclettes ; trains, métros et autres véhicules ferroviaires ; avions ; et navires, barges et autres véhicules sur l'eau. Les véhicules dont l'objet principal n'est pas le transport (par exemple grues et bulldozers de construction, véhicules agricoles, tracteurs d'entrepôt et chariots élévateurs à fourche) sont classés dans le secteur de leur utilisation principale.
- secteur de l'énergie électrique : secteur consommateur d'énergie composé uniquement de centrales électriques et de centrales de cogénération dont la principale activité consiste à vendre au public de l'électricité, ou de l'électricité et de la chaleur.

La consommation totale d'énergie dans un secteur d'utilisation finale comprend la consommation d'énergie primaire, l'électricité vendue au détail et les pertes d'énergie du réseau électrique (perte de transmission et de distribution - T&D).
|       | \| Année \| Secteur d'utilisation final \| Secteur d'utilisation final \| Secteur d'utilisation final \| Secteur d'utilisation final \| Secteur d'utilisation final \| Secteur d'utilisation final \| Secteur d'utilisation final \| Secteur d'utilisation final \| Énergie électrique \| \| \| Année \| Résidentiel \| Résidentiel \| Commercial \| Commercial \| Industriel \| Industriel \| Transport \| Transport \| Énergie électrique \| \| \| Année \| Primaire \| Total \| Primaire \| Total \| Primaire \| Total \| Primaire \| Total \| Primaire \| Primaire total \| \| ----- \| --------------------------- \| --------------------------- \| --------------------------- \| --------------------------- \| --------------------------- \| --------------------------- \| --------------------------- \| --------------------------- \| ------------------ \| -------------- \| \| 1950 \| 4.829 \| 5.989 \| 2.834 \| 3.893 \| 13.890 \| 16.241 \| 8.363 \| 8.492 \| 4.679 \| 34.616 \| \| 2010 \| 6.540 \| 21.795 \| 4.023 \| 18.058 \| 20.399 \| 30.647 \| 26.991 \| 27.073 \| 39.619 \| 97.580 \| \| 2011 \| 6.393 \| 21.302 \| 4.063 \| 17.979 \| 20.573 \| 30.961 \| 26.646 \| 26.727 \| 39.293 \| 96.976 \| \| 2012 \| 5.672 \| 19.857 \| 3.725 \| 17.422 \| 20.849 \| 31.022 \| 26.156 \| 26.231 \| 38.131 \| 94.535 \| \| 2013 \| 6.705 \| 21.068 \| 4.164 \| 17.932 \| 21.431 \| 31.578 \| 26.984 \| 26.763 \| 38.357 \| 97.340 \| \| 2014 \| 6.986 \| 21.425 \| 4.381 \| 18.255 \| 21.559 \| 31.795 \| 26.930 \| 27.010 \| 38.629 \| 98.490 \| \| 2015 \| 6.362 \| 20.515 \| 4.433 \| 18.149 \| 21.526 \| 31.470 \| 27.314 \| 27.391 \| 37.89 \| 97.526 \| \| 2016 \| 5.918 \| 20.059 \| 4.302 \| 18.004 \| 21.660 \| 31.449 \| 27.944 \| 28.020 \| 37.705 \| 97.561 \| \| 2017 \| 6.016 \| 19.958 \| 4.390 \| 18.032 \| 21.910 \| 31.480 \| 28.134 \| 28.210 \| 37.229 \| 97.728 \| - 1 Mtep = 11,63 TWh soit 41,87 PJ ou 0,04 PBtu ou quads - 1 PBtu ou quad = 25,2 Mtep |                             |                             |                             |                             |                             |                             |                             |                    |                |
| Année | Secteur d'utilisation final | Secteur d'utilisation final | Secteur d'utilisation final | Secteur d'utilisation final | Secteur d'utilisation final | Secteur d'utilisation final | Secteur d'utilisation final | Secteur d'utilisation final | Énergie électrique |                |
| Année | Résidentiel | Résidentiel                 | Commercial                  | Commercial                  | Industriel                  | Industriel                  | Transport                   | Transport                   | Énergie électrique |                |
| Année | Primaire | Total                       | Primaire                    | Total                       | Primaire                    | Total                       | Primaire                    | Total                       | Primaire           | Primaire total |
| 1950  | 4.829 | 5.989                       | 2.834                       | 3.893                       | 13.890                      | 16.241                      | 8.363                       | 8.492                       | 4.679              | 34.616         |
| 2010  | 6.540 | 21.795                      | 4.023                       | 18.058                      | 20.399                      | 30.647                      | 26.991                      | 27.073                      | 39.619             | 97.580         |
| 2011  | 6.393 | 21.302                      | 4.063                       | 17.979                      | 20.573                      | 30.961                      | 26.646                      | 26.727                      | 39.293             | 96.976         |
| 2012  | 5.672 | 19.857                      | 3.725                       | 17.422                      | 20.849                      | 31.022                      | 26.156                      | 26.231                      | 38.131             | 94.535         |
| 2013  | 6.705 | 21.068                      | 4.164                       | 17.932                      | 21.431                      | 31.578                      | 26.984                      | 26.763                      | 38.357             | 97.340         |
| 2014  | 6.986 | 21.425                      | 4.381                       | 18.255                      | 21.559                      | 31.795                      | 26.930                      | 27.010                      | 38.629             | 98.490         |
| 2015  | 6.362 | 20.515                      | 4.433                       | 18.149                      | 21.526                      | 31.470                      | 27.314                      | 27.391                      | 37.89              | 97.526         |
| 2016  | 5.918 | 20.059                      | 4.302                       | 18.004                      | 21.660                      | 31.449                      | 27.944                      | 28.020                      | 37.705             | 97.561         |
| 2017  | 6.016 | 19.958                      | 4.390                       | 18.032                      | 21.910                      | 31.480                      | 28.134                      | 28.210                      | 37.229             | 97.728         |